# Villa Armand-Fallières
La villa Armand-Fallières est une voie du 19e arrondissement de Paris, en France.

## Situation et accès
La villa Armand-Fallières est une voie publique située dans le 19e arrondissement de Paris. Elle débute au 6, rue Miguel-Hidalgo et se termine en impasse. Elle fait partie du quartier de la Mouzaïa.
Elle est desservie par la ligne de métro 7 bis à la station Danube.

## Origine du nom

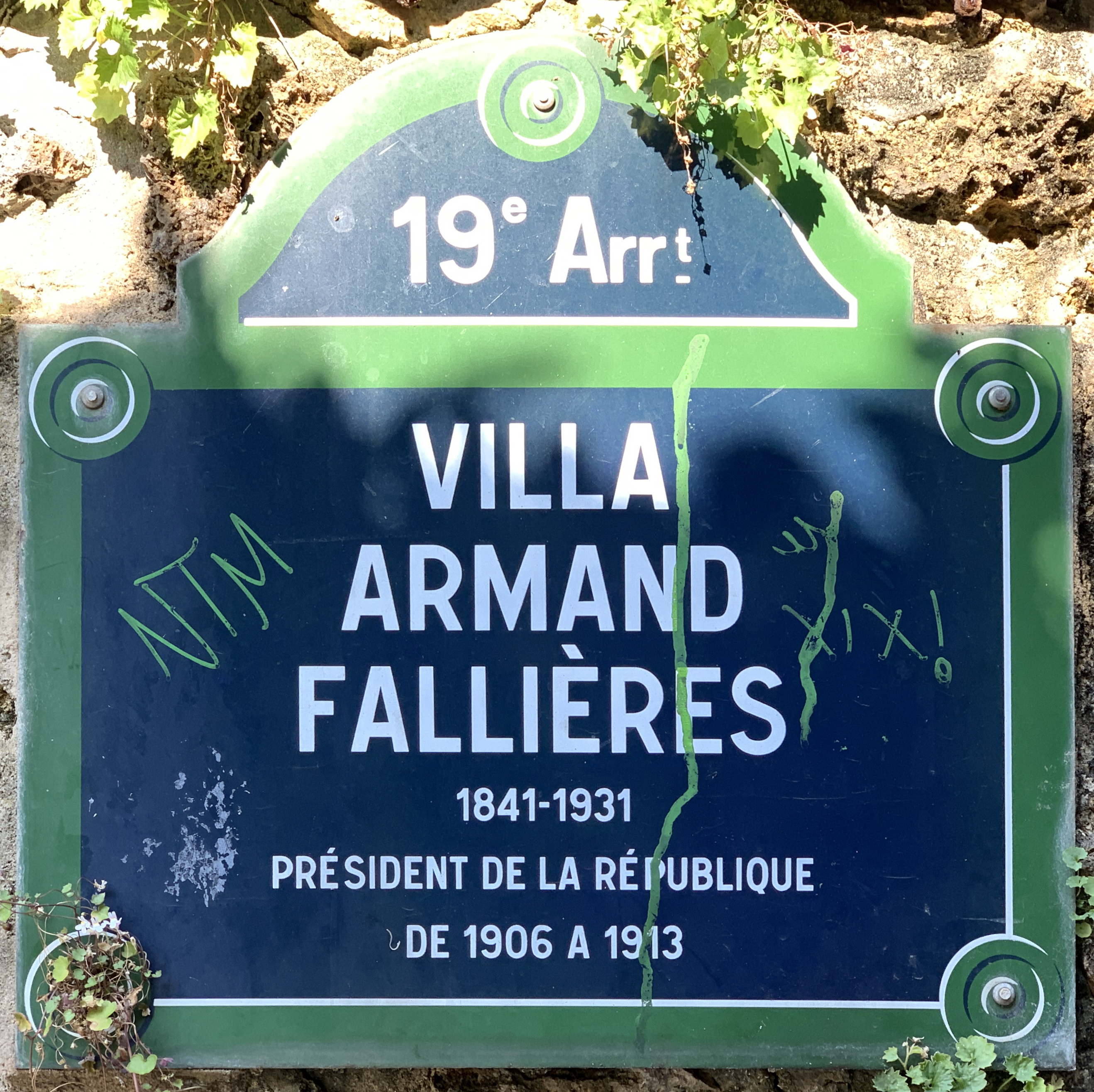
Plaque de la voie.

Elle porte le nom d'Armand Fallières (1841-1931), président de la République française, de 1906 à 1913.

## Historique
La voie est créée en 1926 sous le nom de « villa Fallières » et prend ensuite sa dénomination actuelle, « villa Armand-Fallières ». 